# Capa de livro
Capa de livro pode ser considerada, juntamente com a Lombada, uma cobertura protetora que une as páginas de um livro, é um dos artefatos dentro do design de livros. Além da conhecida distinção entre a brochura (paperback), usada para livro de bolso e a capa dura (hardcover) há mais alternativas tais como sobrecapa (dust jacket),  wire-o  ou espiral (ring-binding), e outras antigas formas como as do século XIX como em pranchas de papel (paper-boards) e os tradicionais tipos de encadernação como encadernação artesanal, encadernação industrial, termoencadernação, canoa  e (bookbinding|hand-binding). 

## História

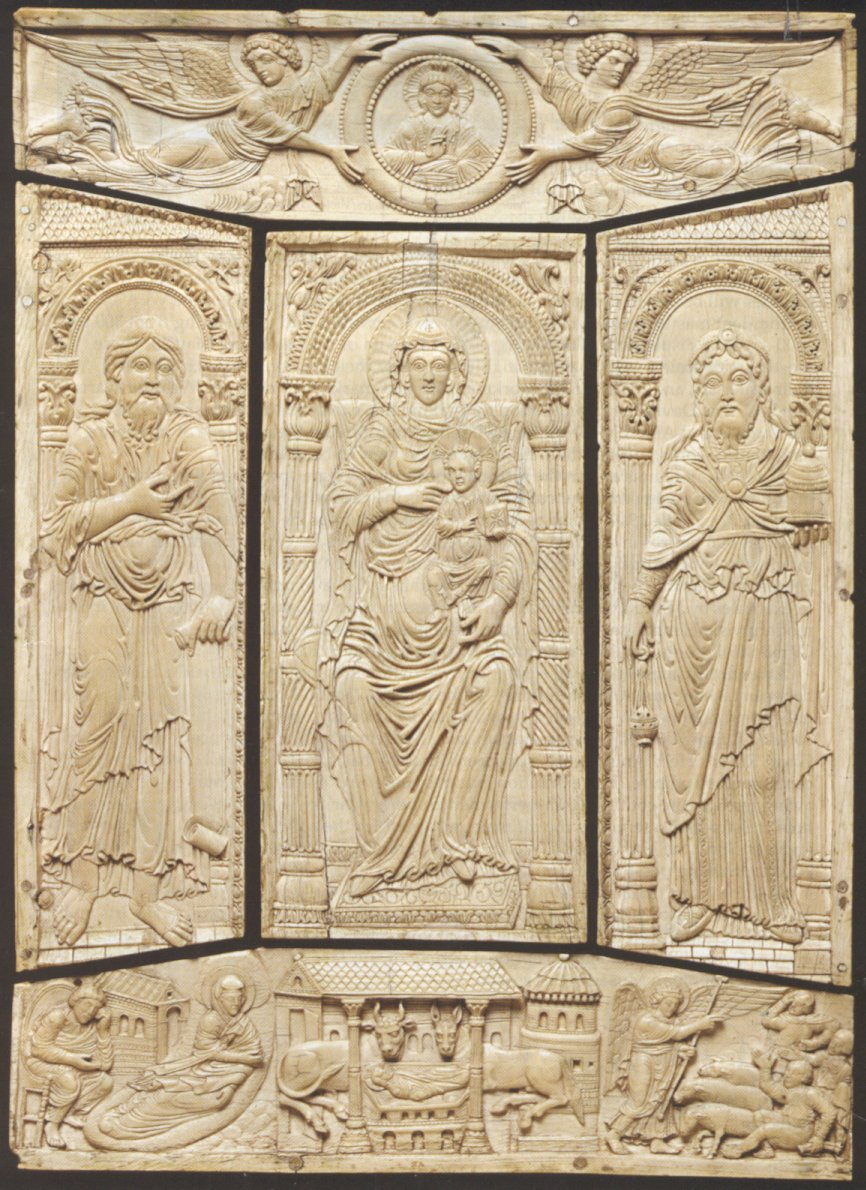
Capa em marfim do Codex Aureus of Lorsch, c. 810, dinastia carolíngia, Victoria and Albert Museum

Antes do início do século XIX, livros eram feitos à mão, e nos casos dos livros de luxo medievais manuscritos tais como ouro, prata e joias. Por centenas de anos, a encadernação dos livros funcionava como um dispositivo de proteção para impressões caras ou páginas manuscritas, e como um tributo decorativo de autoridade cultural. Na década de 1820 as mudanças começaram a ocorrer grandes na forma como um livro pode ser coberta, com a progressiva introdução de técnicas de mecânica encadernação de livros. Pano e papel, tornaram-se os materiais básicos utilizados quando os livros tornaram-se baratos, graças à introdução de prensas a vapor e produzidos mecanicamente em papel que, para fazê-los a mão tornou-se desproporcional ao custo do livro em si.

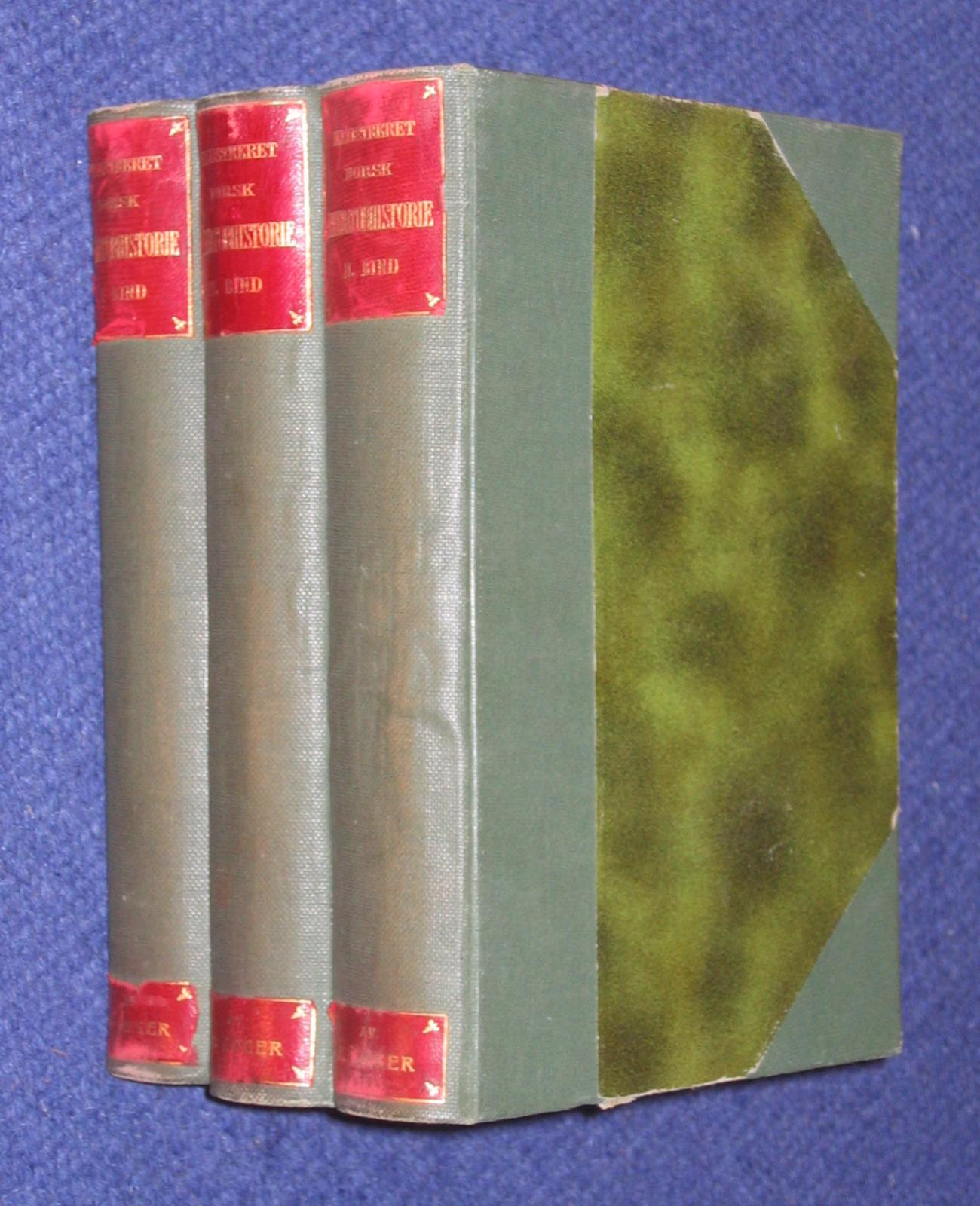
Capas dos três volumes de Illustreret norsk literaturhistorie, 1896

Não apenas novos tipos de capas de livros são mais baratas de produzir, usando litografia colorida, e posteriormente, ilustração em processo de meio-tom processos. Técnicas emprestadas de artistas de pôsteres do século XIX gradualmente infiltraram-se na indústria do livro, assim como a prática profissional de design gráfico. A capa do livro tornou-se mais do que apenas uma proteção para as páginas, assumindo a função de publicidade e comunicação do conteúdo interno do livro.

## Design de capas
O movimento Artes e Ofícios (Arts and Crafts) e o movimento Art Nouveau na virada para o século XX estimularam uma moderna renascença em design de capas de livros que logo passaram a influenciar a crescente indústria de livros de massa através de editoras na Europa, Londres e Nova York. Algumas das primeiras apresentações de um design de capas radicalmente modernos foram produzidos na UNIÃO Soviética durante a década de 1920 por vanguardistas tais como Alexandr Rodchenko e El Lissitzky. Outro influente designer de capas vanguardista foi Aubrey Beardsley, graças as suas surpreendentes capas para os primeiros quatro volumes da obra The Yellow Book (1894–5).
"Após a Primeira Guerra Mundial, os designers perceberam que a ilustração narrativa tradicional já não atendia às necessidades da época e reinventaram a comunicação gráfica para expressar a era da máquina e ideias visuais mais complexas", capas de livros se tornaram vitalmente importantes logo que a indústria de livros se tornou comercialmente competitiva. Capas agora podem trazer detalhadas dicas sobre estilo, gênero e o assunto do livro, enquanto muitos levam o design ao limite na esperança de atrair vendas. 
No período pós-moderno surgiram profissionais que trabalhavam segundo os princípios do Estilo Tipográfico Internacional, a tipografia expressa o tema por meio de um vínculo inovador entre forma e função. "O resultado é forte, em termo visuais e conceituais, evocando as ideias do surrealismo e do construtivismo e ao mesmo tempo integrando tipos e imagem para criar um cartaz chamativo".
Atualmente a fotografia é muito aplicada em capas de livros, cenários, personagens e objetos representados, deram para o designer uma forma a mais de transmissão da ideia do livro, caracterizando capas de livros de filmes, seriados de televisão, games e etc.
O design de capas pode variar de país a país devido as diferenças de gosto e mercado. Logo, livros traduzidos também podem ter diferentes capas.
A era das vendas pela internet não indiscutivelmente diminuiu a importância da capa do livro, como agora continua a desempenhar seu papel de uma forma bidimensional digital, ajudando a identificar e promover livros on-line.